# 古爾伊夫卡
47°7′23″N 31°52′32″E / 47.12306°N 31.87556°E
古爾伊夫卡（烏克蘭語：Гур'ївка），是烏克蘭南部的村莊，隸屬尼古拉耶夫州的尼古拉耶夫區。該村始建於1775年，面積1.95平方公里，海拔高度15米，2001年人口1,349，人口密度每平方公里691.8人。